# جيروم هندرسون (لاعب كرة قدم أمريكية)
جيروم هندرسون (بالإنجليزية: Jerome Henderson)‏ هو لاعب كرة قدم أمريكية أمريكي، ولد في 8 أغسطس 1969 في ستيتسفيل في الولايات المتحدة.

## وصلات خارجية
- جيروم هندرسون على موقع مرجع كرة القدم المحترفة.كوم (الإنجليزية)